# Lijst van uitgestorven dieren in Australië
Dit is een incomplete lijst van uitgestorven Australische dieren.

## Uitgestorven Australische dieren 1788 tot heden
- Nieuw-Zeeland, Aptornis
- King island emoe, Dromaius ater, King Island, 1805. Jacht.
- Kangaroo Island-emoe, Dromaius baudinianus, Kangaroo Island, 1827. Jacht, vuur.
- Witvoetboomrat, Conilurus albipes, begin 19e eeuw. Oorzaak onbekend. Concurrentie met konijnen en vee en jacht door vossen.
- Grootoorspringmuis, Notomys macrotis, 1843. Oorzaak onbekend, waarschijnlijk jacht door katten en vossen. Weer gefilmd in 2007 dus blijkbaar niet uitgestorven nog.
- Darling Downs-springmuis, Notomys mordax, 1846. Waarschijnlijk jacht door katten.
- Breedkopkangoeroerat, Potorous platyops, 1865. Onbekende oorzaak.
- Oostelijke buidelhaas, Lagorchestes leporides, Murray-Darling basin, 1890.
- Kortstaartspringmuis, Notomys amplus, 1896.
- Langstaartspringmuis, Notomys longicaudatus, 1901. Onbekende oorzaak, mogelijk het ophouden van het beheer van het leefgebied door aboriginals en jacht door de vos.
- Christmas Island Rat, Rattus macleari, Christmas Island, 1908. Waarschijnlijk een virusziekte overgebracht door de Rattus rattus (zwarte rat).
- Christmas Island Rat, Rattus nativitatusi, Christmas Island, 1908. Zie R. nativitatusi.
- Zuidelijke stekelstaartkangoeroe, Onychogalea lunata, 1908? (andere bronnen spreken van de jaren 60). Verlies leefgebied door landbouw en het begrazen door vee.
- Tasman Starling, Aplonis fusca hulliana, Lord Howe Island, 1918. Jacht door de zwarte rat Rattus rattus.
- Tasman Starling (Norfolk Island), Aplonis fusca fusca, Concurrentie door de Europese spreeuw, zanglijster en merel en door de landbouw.
- Paradijspapegaai, Psephotus pulcherrimus, Qld and northern NSW, 1927. Datum onzeker, de vogel wordt soms gezien maar dit kan nooit bevestigd worden. Oorzaak onbekend, waarschijnlijk gebrek aan voedsel (graszaden) door de droogte, vergrazing, branden en de introductie van de schijfcactus.
- Robust White-eye, Zosterops strenuus, Norfolk Island, begin jaren 20. Jacht door de zwarte rat (Rattus rattus).
- Kleine langoorbuideldas, Macrotis leucura, 1931. Jacht door de mens voor het bont, jacht door de vos en concurrentie van het konijn voor holen.
- Oostelijke Irmawallaby, Macropus greyi, 1932. Jacht en het verlies van leefgebied door begrazing.
- Buidelwolf, Thylacinus cynocephalus, Tasmanië, 1933. Jacht, vernietiging van leefgebied, jacht voor dierentuinen. Het uitsterven op het vasteland van Australië aan het einde van de prehistorie was waarschijnlijk het gevolg van de komst van de dingo.
- Kleine haasrat, Leporillus apicalis, 1933.
- Lake Mackaybuidelhaas, Lagorchestes asomatus, 1935.
- Woestijnkangoeroerat, Caloprymnus campestris, 1935? Jacht door de vos en de kat, concurrentie door konijnen, vernietiging leefgebied. Status is onbekend, mogelijk is het dier later dan 1935 uitgestorven, mogelijk bestaat het nog steeds.
- Varkenspootbuideldas, Chaeropus ecaudatus, 1950-1960. Afname van het verbranden van land door Aboriginals en begrazing.